# Donne in gioco
Donne in gioco è una serie televisiva italiana diretta, scritta ed interpretata da Michelle Bonev e trasmessa nel 2013 su Canale 5.
È la prima fiction italiana sul tema della ludopatia.

## Trama
La poliziotta Olivia Cosmo, moglie e madre di famiglia, decide di aiutare Natasha, una giovane ragazza dell'Est che ha bruciato la sua vita sui tavoli da gioco e che è arrivata anche a vendere il suo corpo pur di alimentare la sua ossessione. Olivia non può restare indifferente al grido d'aiuto di Natasha e di quanti, come lei, soffrono della malattia del gioco. Decide, così, di infiltrarsi nel giro delle bische clandestine per sgominarlo. Ad aiutarla, il Primo Dirigente del Commissariato Franco Binasco, amico fraterno e collega di suo padre, morto molti anni prima in azione. Per Olivia, Binasco è una sorta di genitore putativo, l'unica persona di cui davvero si fidi.
Nel corso dell'indagine Olivia scopre che il giro delle bische clandestine è gestito da Don Salvatore Losarno, il boss della 'Ndrangheta che è stato mandante dell'omicidio di suo padre. Olivia è disposta a tutto pur di arrestare Losarno. Anche a trascurare la sua famiglia che, fino a quel momento, era stata l'unica, vera priorità della sua vita. Il confine tra indagine e dipendenza dal gioco si farà sempre più labile ed Olivia diventerà vittima del mostro che sta combattendo, arrivando ad usare i propri risparmi, all'insaputa di tutti, pur di continuare l'indagine. Sola, sull'orlo del baratro, sarà chiamata ad affrontare un'ultima, atroce prova che la metterà faccia a faccia con i suoi fantasmi e le sue peggiori paure.

## Critiche
La fiction è stata oggetto di dure critiche da parte di Aldo Grasso, critico televisivo del Corriere della Sera, ed ha ottenuto ascolti bassissimi per lo standard di rete. La fiction registrò 2 milioni e mezzo di telespettatori, chiudendo poco al di sotto del 10% di share. Secondo la Bonev fu la stessa Mediaset a boicottare in ogni modo la sua fiction (sia comprimendola qualitativamente che nella promozione), visto che i temi trattati dalla stessa erano scomodi ad alcuni inserzionisti Mediaset del gioco d'azzardo.
Per la sua interpretazione in questa fiction, la Bonev è stata nominata nell'edizione 2013 dei TeleRatti; per la sua partecipazione ironica alla cerimonia di premiazione e per la sua dedica sarcastica a Silvio Berlusconi, a Francesca Pascale e a Dudù per l'eventuale premio, le è stato assegnato comunque un "Teleratto al coraggio".